# Kotisaari (ö i Toivakka, Saarinen)
Kotisaari är en ö i Finland. Den ligger i sjön Saarinen och i kommunen Toivakka i den ekonomiska regionen  Jyväskylä  och landskapet Mellersta Finland, i den södra delen av landet, 220 km norr om huvudstaden Helsingfors. Öns area är 1,6 hektar och dess största längd är 230 meter i öst-västlig riktning.